# Basarabî
Basarabî (în ucraineană Басараби, transliterat: Basarabeni) a fost numele dat în vestul RSS Ucrainene (mai ales în regiunea Colomeei) oamenilor originari din regiunea istorică Basarabia (cu precădere din RSS Moldovenească), care au fugit din pământurile natale în căutarea hranei în Ucraina de Vest, în timpul foametei organizate de autoritățile sovietice din anii 1946-1947.

## Pretext
Foametea organizată de regimul sovietic din 1946-1947, a fost cauzată nu atât de eșecul recoltei postbelice, cât de o acțiune planificată a Biroului politic stalinist de a confisca cerealele de la țărani și a le vinde sau a le dona regimurilor fraterne din tabăra socialistă. Astfel, în 1946, din URSS au fost exportate în România 350 de mii de tone de cereale, în 1947 – 600 de mii de tone de cereale în Cehoslovacia, în ambii ani, Polonia a primit de la Uniunea Sovietică 900 de mii de tone de grâu. În același timp în Moldova, Basarabia și regiunile de sud ale Ucrainei au făcut ravagii foametea și doar în prima jumătate a anului 1947 au fost înregistrate oficial 130 de cazuri de canibalism.

## Pribegia
În anii 1946-1947 a fost foamete și în vestul Ucrainei, dar faptul că în sate existau colibe puternice ale UPA și militanți OUN i-a salvat pe țărani de la extorcarea totală de către noile autorități de ocupație. Colectorii de cereale ai statului se temeau să intre în satele din adâncul munților.
Basarabenii refugiați ajunși aici, cădeau morți de foame (au fost raportate câteva zeci de cazuri) pe străzi și gări, cerșeau de pomană, iar unii și-au lăsat copiii localnicilor pentru a-i salva. Unii cumpărau cereale și capre de la țăranii ucraineni (cum a fost în satul Țeneava), iar alții au fost angajați să slujească (satele Velîkîi Kliuciv și Mîșîn). În același timp pribegii nu i-au atacat pe țăranii locali și nu i-au jefuit, cu toate că erau într-o stare disperată. 